# Mount Anderson (Antarktika)
Mount Anderson ist ein 4255 m hoher Berg im westantarktischen Ellsworthland. Er ragt 3 km südlich des Mount Bentley im Hauptkamm der Sentinel Range des Ellsworthgebirges auf.
Entdeckt wurde er von der sogenannten Marie Byrd Land Traverse Party, einer Mannschaft vorwiegend zur Erkundung des Marie-Byrd-Lands zwischen 1957 und 1958. Diese benannte den Berg nach dem US-amerikanischen Glaziologen Vernon Hugo Anderson (1927–1999), Mitglied dieser Mannschaften und 1957 tätig auf der Byrd-Station.